# Saprolegniaceae
La famiglia delle muffe d'acqua (Saprolegniaceae Kütz. ex Warm., 1884) comprende oomiceti saprofiti che vivono principalmente su resti organici in acque dolci o salmastre, ma in alcuni casi sono parassiti di pesci.

## Descrizione
Le muffe d'acqua hanno un micelio sifonale, formato cioè da ife non settate plurinucleate di forma tubulare.

## Riproduzione
La riproduzione vegetativa avviene attraverso mitospore che si formano in sporocisti: la parte terminale di un'ifa si separa attraverso un setto dal resto, e si divide in numerose spore uninucleate e flagellate che vengono poi liberate nell'acqua.
La riproduzione sessuata avviene per gametocistogamia. Attraverso setti si separano dal resto dell'ifa oogoni, cioè gametocisti femminili nelle quali si differenziano numerose cellule uovo, e spermatogoni, cioè gametocisti maschili nelle quali i nuclei non vengono separati in cellule diverse. Al momento della gamia lo spermatogonio forma un tubetto di copulazione che si fonde con l'oogonio e vi inserisce i nuclei maschili, ognuno dei quali si fonde con un gamete femminile. Si forma così un cenozigote o cistozigote, cioè un insieme di zigoti, che dopo un periodo di quiescenza germinano.